# Gonfaron
Gonfaron é uma comuna francesa na região administrativa da Provença-Alpes-Costa Azul, no departamento de Var. Estende-se por uma área de 40.42 km². Em 2010 a comuna tinha 4 383 habitantes (densidade: 108,4 hab./km²).